# 希夫拉莱翁
希夫拉莱翁，是西班牙安达卢西亚自治区韦尔瓦省的一个市镇。总面积328平方公里，总人口10634人（2001年），人口密度32人/平方公里。